# Thermidor (restaurant)
Thermidor was een fine diningrestaurant in Kapellebrug in de gemeente Hulst in de Nederlandse provincie Zeeland. Het restaurant was gesitueerd aan de Gentsevaart, de provinciale weg 290.
Chef-kok was Rien Versprille.

## Geschiedenis
In 1973 kreeg het restaurant een Michelinster. In al die jaren die daarop volgden behield het restaurant zijn ster.
In 1982 raakte het restaurant de Michelinster weer kwijt. Het gebouw werd een gokpaleis en werd in 2002 gesloten. In 2004 werd het na een brand gesloopt.